# Autricourt
Autricourt település Franciaországban, Côte-d’Or megyében. Lakosainak száma 136 fő (2022. január 1.). Autricourt Cunfin, Chaumont-le-Bois, Riel-les-Eaux, Belan-sur-Ource, Charrey-sur-Seine és Grancey-sur-Ource községekkel határos.

## Népesség
A település népességének változása:
| Lakosok száma | 160  | 126  | 137  | 121  | 128  | 132  | 127  | 131  | 133  | 136  |
|               | 1968 | 1982 | 1990 | 2006 | 2013 | 2015 | 2017 | 2019 | 2020 | 2022 |